# Marketing turístico
Marketing turístico, segundo Krippendorf (1980), é a adaptação sistemática e coordenada da política das empresas de turismo (tanto privadas como estatais), visando à plena satisfação das necessidades de determinados grupos de consumidores, obtendo com isso, um lucro apropriado. 
Ele tem a função de distinguir entre os clientes efetivos e potenciais, conhecer suas necessidades e desejos, determinar qual público-alvo deseja atender e decidir quais produtos, serviços e programas deverão oferecer a eles. 
Assim, por exemplo, uma cidade que tem praias como principal atrativo terá uma demanda concentrada no verão. Já no inverno essa cidade vive sua baixa estação, passando a enfrentar problemas como a eliminação de empregos no setor turístico, a redução da receita no ramo hoteleiro, no comércio e nos serviços em geral. 
Para que o marketing turístico alcance sucesso é necessário a concentração de esforços interligados dos órgãos oficiais de turismo (transportadores, meios de hospedagem, agências de viagens, parques temáticos, restaurantes e, principalmente, a comunidade). Além da busca de alternativas para atrair turistas e oferecer condições para ampliar sua visita, retornar e indicar o núcleo receptor para outras condições. Quando um turista voltar ou influenciar alguém para que faça uma viagem até o núcleo receptor, o marketing turístico terá atingido seu objetivo principal. 
Segundo a Organização Mundial do Turismo (OMT), o turismo no mercado de viagens representa 30% das exportações mundiais de serviços. Na categoria exportação, o turismo está em 4º lugar, perdendo apenas para os combustíveis, produtos químicos e automóveis.
De acordo com a plataforma Expedia os destinos domésticos mais procurados pelos brasileiros são: São Paulo, Rio de Janeiro, Brasília, Porto Alegre e Salvador. 